# 南粤集团
广东南粤集团有限公司，简称南粤集团，是广东省人民政府驻澳门全资企业，前身是广东省在澳门的窗口公司南粤（集团）有限公司。

## 历史
1981年1月12日，南粤贸易有限公司在澳门成立。1987年2月8日，更名为南粤（集团）有限公司，作为广东省各进出口公司和经济企业在澳门的业务总代理。1998年，因亚洲金融风暴而遭受重创，重组并入粤海集团。
2008年，广东省人民政府重组省属驻澳企业，组建广东南粤集团有限公司，于2009年6月8日正式挂牌成立。集团成立后的首个重大项目为建设横琴岛上的澳门大学新校区。2012年，负责推进和落实粤澳新通道项目建设，2013年，澳门总部迁至路环石排湾安顺大厦。
2014年，成为粤澳环保合作的实施单位，负责澳门废旧车辆转移至广东处理的建设和运营工作。2015年，收购澳门华人银行。2016年，设立澳门首家第三方移动支付平台“极易付（Uepay）”。2017年，参建的澳门新批发市场投入运营。

## 子公司
- 南粤食品水产有限公司（食水公司）：广东省供应澳门配额商品的唯一代理商。
- 南方控股有限公司：集团在澳门的建筑商。
- 广东南粤集团人力资源有限公司（原广东省劳动服务公司）
- 广东省人才市场有限公司
- 南粤环保科技集团有限公司
- 广东南粤资本投资有限公司
- 南粤联丰贸易有限公司（联丰超市）
- 富华酒店有限公司
- 广东发展有限公司（广东建材）：驻美国塞班岛的家居建材贸易企业。
- 南粤发展有限公司：中葡经贸合作交易平台。
- 澳门华人银行股份有限公司
- 广东南粤融资租赁有限公司
- 南粤控股有限公司（原粵海制革）
- 南粤投资管理有限公司
- 新粤投资管理有限公司（极易付）
- 昆仑管理有限公司（瑞丰泰租务管理有限公司）